# Kurt Heissmeyer
Kurt Heissmeyer (Magdeburgo, 26 dicembre 1905 – Bautzen, 29 agosto 1967) è stato un medico e criminale di guerra tedesco che condusse sperimentazioni mediche su cavie umane nel campo di concentramento di Neuengamme presso Amburgo.

## Biografia

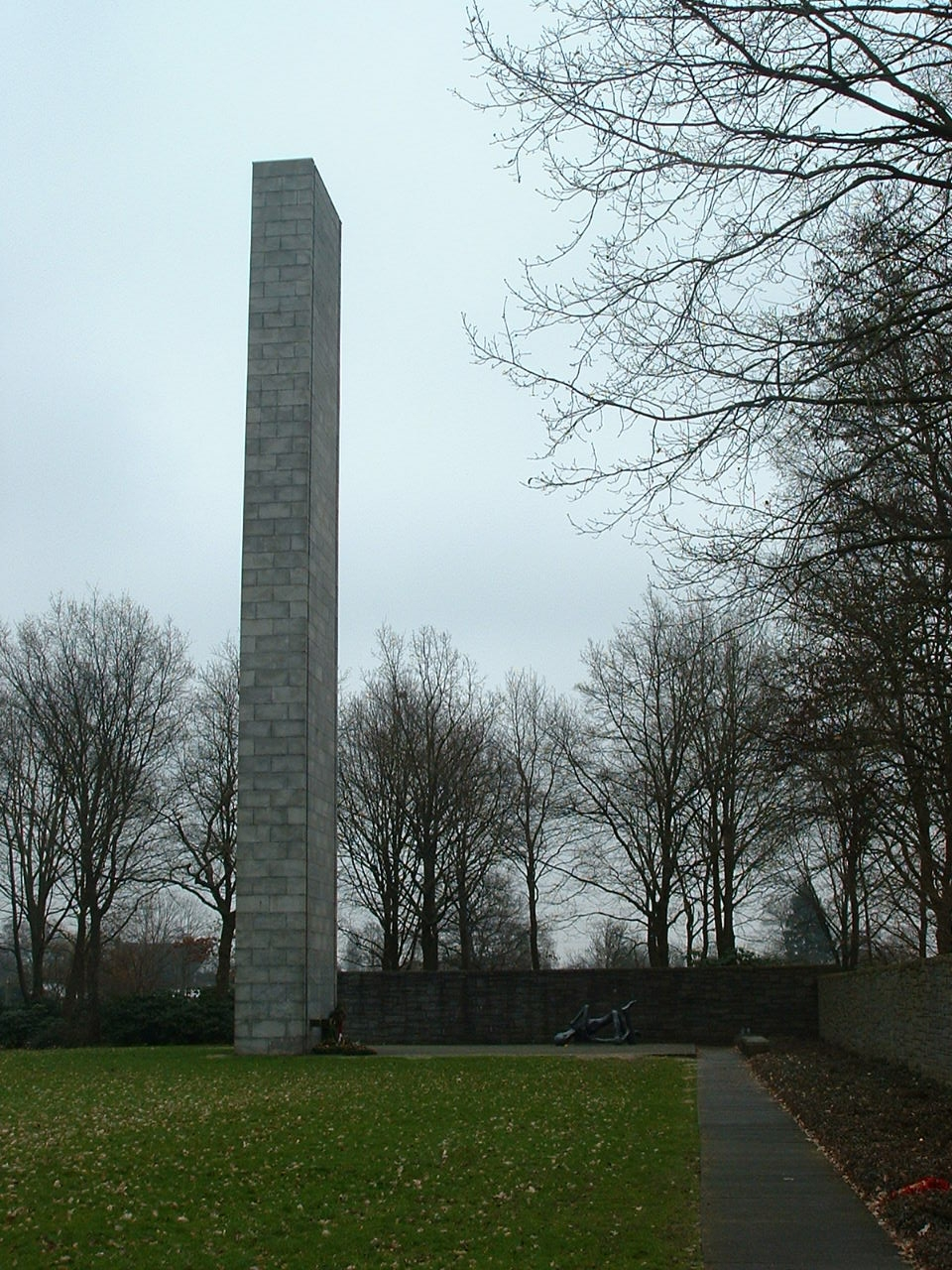
Monumento commemorativo nell'ex campo di concentramento di Neuengamme

Proveniente da una famiglia di medici, Heissmeyer pensò fin dall'inizio di soddisfare nel campo della medicina le sue aspirazioni di carriera e prestigio sociale. Studiò appunto medicina a Friburgo in Brisgovia e Marburgo. Laureatosi trovò impiego nel sanatorio di Davos. Trasferitosi nella capitale, lavorò dapprima come assistente nell'ospedale Vittoria Augusta di Berlino e infine, godendo degli appoggi del NSDAP, fu assegnato all'ospedale delle SS a Hohenlychen.
Giunto all'età di 38 anni, Heissmeyer sentiva la mancanza di ciò che avrebbe coronato la sua carriera di medico: una cattedra universitaria per la quale occorreva però la pubblicazione di opere scientifiche sperimentali.
Altri illustri dottori stavano conducendo sperimentazioni mediche nei campi di concentramento e Heissmeyer pensò che, facendosi assegnare un laboratorio in un campo, avrebbe potuto condurre esperimenti su cavie umane in modo da conseguire velocemente il suo obiettivo.
Facendosi raccomandare da suo cugino August Heissmeyer, generale delle SS e capo della Reichsbund für Kinderreiche (Associazione del Reich per i bambini delle famiglie numerose), un'istituzione che curava l'educazione di bambini indigenti, e godendo della vantaggiosa amicizia di Oswald Pohl, capo dell'Ufficio Centrale Amministrativo Economico delle SS e capo dell'amministrazione dei campi di concentramento, riuscì a convincere Leonardo Conti, Presidente della Camera dei medici tedeschi e  Reichsgesundheitsführer (capo della sanità del Reich) presso il Ministero degli Interni, in un colloquio del marzo 1944 a Hohenlychen, che egli avrebbe potuto scoprire un nuovo vaccino per la tubercolosi polmonare. Col parere favorevole di Conti, Heinrich Himmler assegnò a Heissmeyer un laboratorio sperimentale nel campo di Neuengamme.

### La sperimentazione a Neuengamme

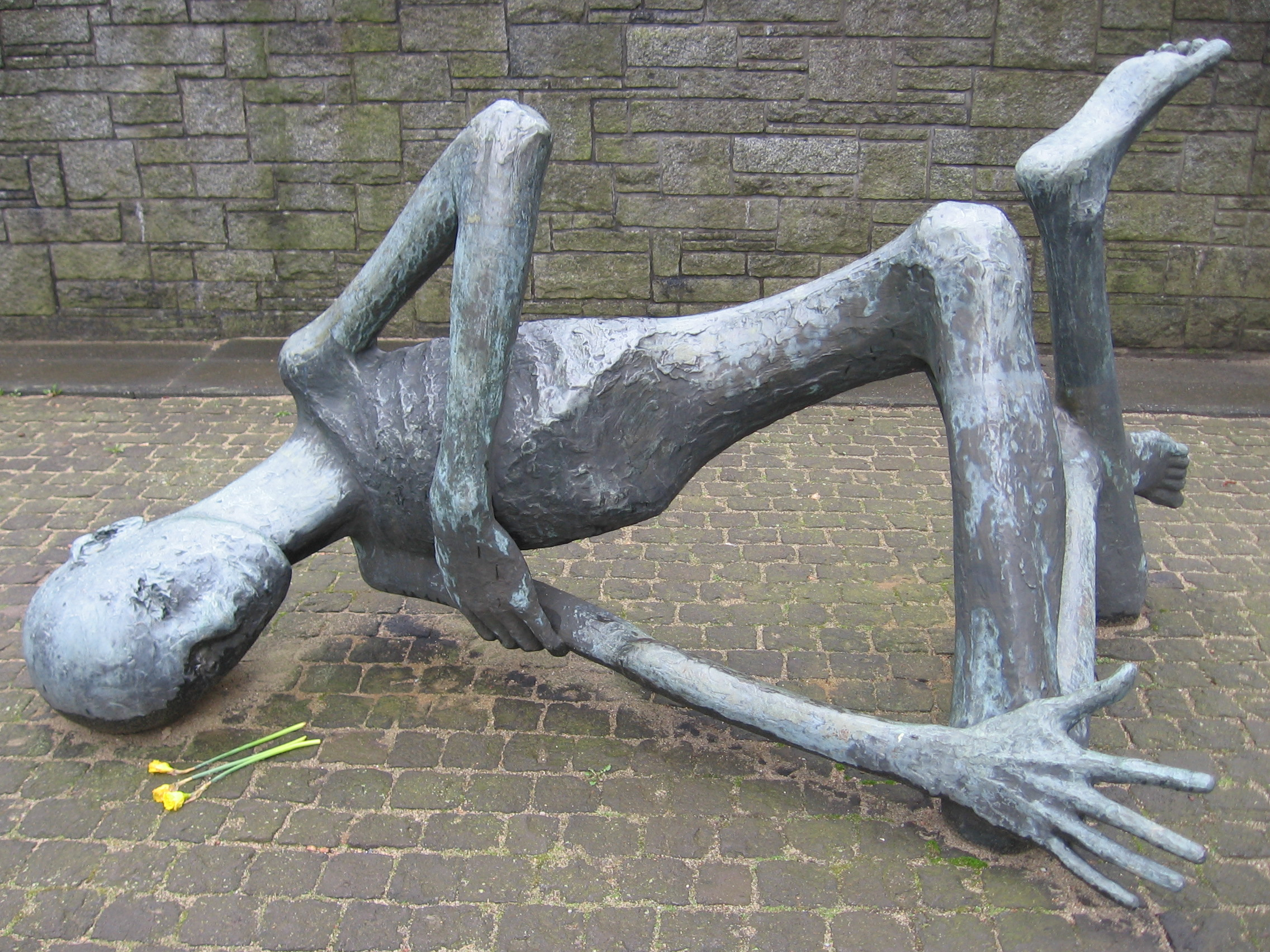
Una scultura a Neuengamme in ricordo dei crimini ivi commessi

Come testimoniò il perito del tribunale che nel 1960 giudicò Heissmeyer, questi non possedeva nessuna conoscenza scientifica nel settore della immunologia e della batteriologia ma si basava su conoscenze generiche tratte dagli studi di due medici austriaci, già a suo tempo ritenuti inattendibili scientificamente.
Heissmeier era invece convinto che, iniettando bacilli tubercolari sottopelle alle cavie umane, si sarebbero formati focolai di infezione che avrebbero generato difese immunitarie tali da poter vaccinare contro la tubercolosi polmonare.
Alla fine di aprile 1944, Heissmeyer iniziò la sua sperimentazione segreta nella baracca 4a, sede del dipartimento Heissmeyer, nel campo di Neuengamme.
Servendosi di trentadue prigionieri di guerra russi, convinti a collaborare in cambio di cibo, iniettò loro i bacilli della tubercolosi senza alcun risultato se non la morte di quattro di loro.
Invece di desistere, Heissmeyer si fece assegnare venti bambini ebrei in qualità di cavie da Oswald Pohl, che glieli procurò facendoli prelevare dal campo di sterminio di Birkenau dal dottor Josef Mengele. Egli, entrando nella baracca dei bambini per selezionarli, disse: «Chi vuole vedere la mamma faccia un passo avanti.»
I venti bambini giunsero a Neuengamme il 29 novembre 1944. Provenivano da Francia, Paesi Bassi, Cecoslovacchia, Polonia, e uno di loro dall'Italia: Sergio De Simone, un bambino napoletano di circa sette anni.
Nel gennaio del 1945, mentre il Terzo Reich stava crollando, il dottor Kurt Heissmeyer condusse il suo ultimo fallimentare esperimento: dopo aver loro iniettato i bacilli tubercolari, i bambini vennero operati per asportare loro i linfonodi, localizzati nella zona ascellare, che avrebbero dovuto produrre gli anticorpi contro la tubercolosi.
Le ghiandole linfatiche asportate vennero inviate al dottor Hans Klein, patologo della clinica di Hohenlychen, che il 12 marzo 1945 certificò a Heissmeyer che nessun anticorpo si era generato.

### La strage di Bullenhuser Damm

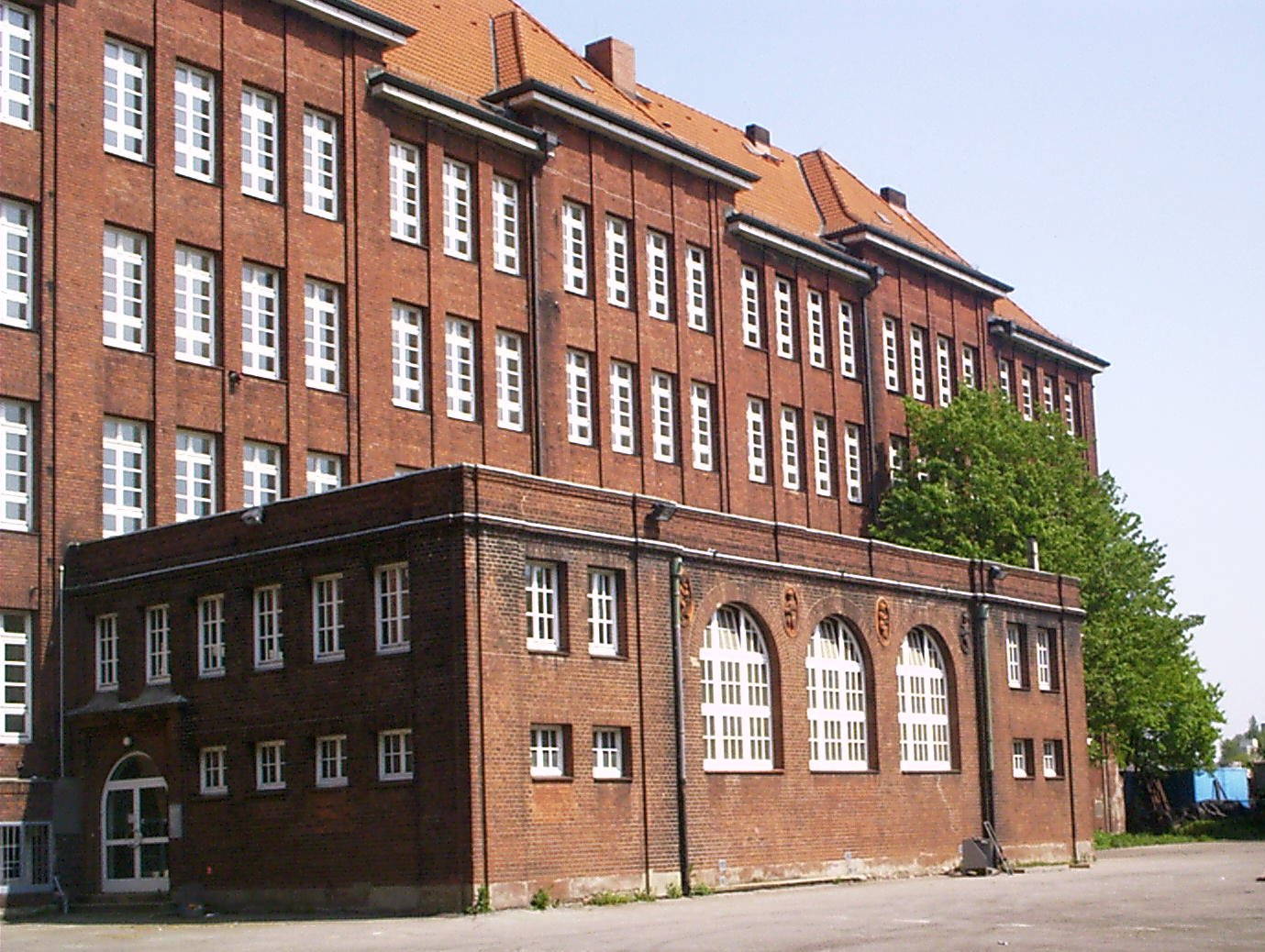
La scuola di Bullenhuser Damm

Kurt Heissmeyer aveva lasciato Neuengamme e con gli Alleati alle porte di Amburgo, il comandante del campo Max Pauly, il 7 aprile 1945, aveva chiesto per iscritto al RSHA (Ufficio Centrale per la Sicurezza del Reich) di Berlino cosa si dovesse fare con i prigionieri della Baracca 4a, la baracca dei bambini.
Berlino aveva risposto il 20 aprile che il Dipartimento Heissmeyer «è annullato».
Divenne, quindi, impellente far sparire ogni traccia di quanto era accaduto nel campo di Neuengamme.

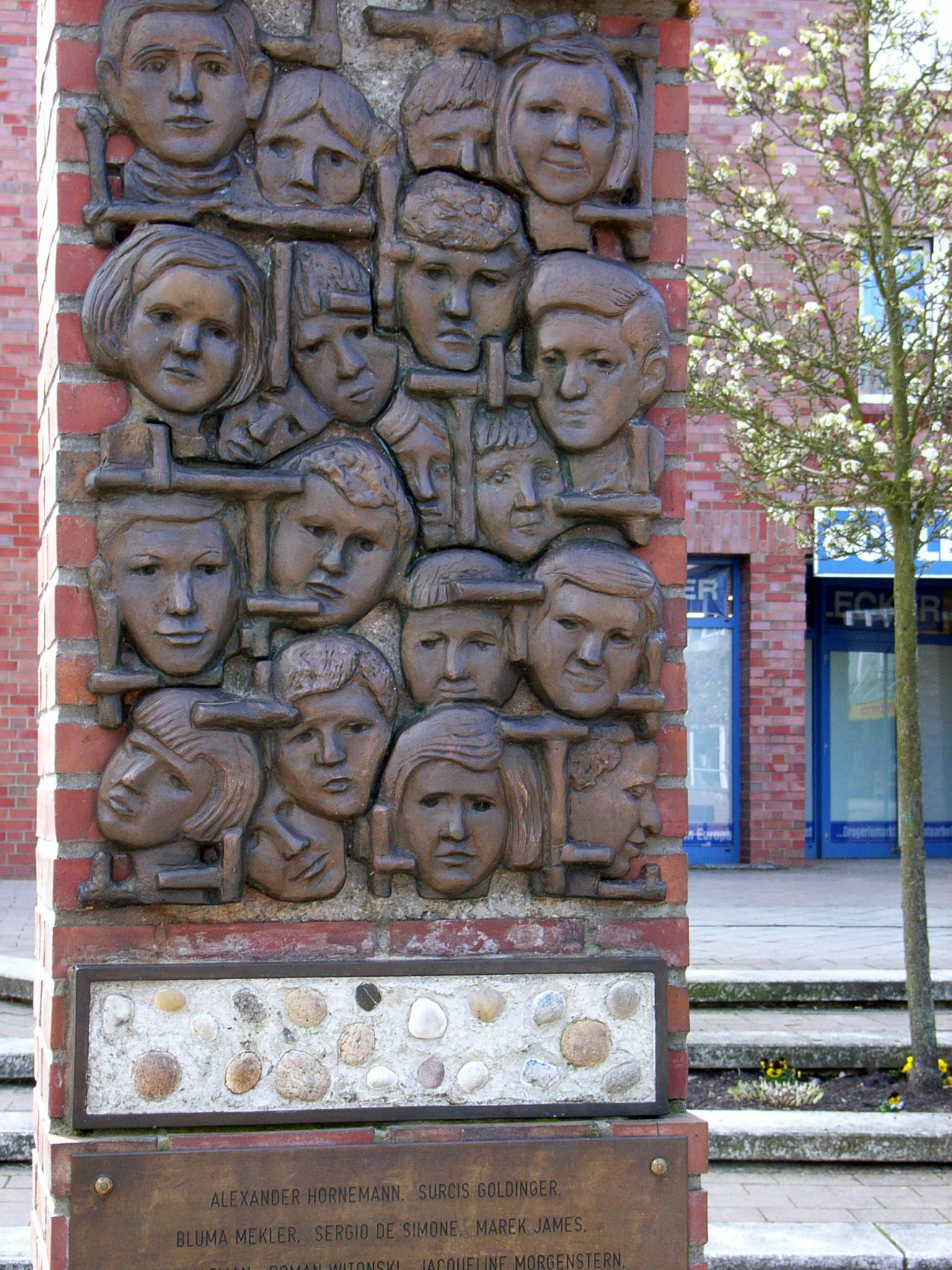
Il monumento con i volti e i nomi dei venti bambini uccisi nella scuola di Bullenhuser Damm

I prigionieri scandinavi vennero fatti evacuare mentre, a causa della presenza della Croce rossa svedese nel campo, era rischioso procedere alla eliminazione sul posto degli altri internati.
Si decise allora di trasferirli con un camion del servizio postale nella scuola amburghese di Bullenhuser Damm, nella notte tra il 20 e il 21 aprile 1945, qualche giorno prima della fine della guerra, insieme ai due medici francesi deportati, ai due infermieri olandesi, anch'essi deportati e a quattordici prigionieri di guerra russi.
Per convincere i bambini, il più grande aveva 12 anni, ancora assonnati si disse loro che sarebbero stati portati dai propri genitori.
Nel seminterrato della scuola vennero prima strangolati i due medici, i due infermieri e sei prigionieri russi, poi si procedette con i venti bambini insonnoliti e malati, che docilmente si sottoposero a una iniezione di morfina, credendo trattarsi di uno dei tanti prelievi subiti nel laboratorio del campo.
I cadaveri dei venti bambini furono riportati nel campo di Neuengamme e cremati.
I venti bambini assassinati furono:
| Cognome                  | Nome              | Sesso | Nazionalità    | Luogo di nascita | Data di Nascita | Anni alla morte             |
| ------------------------ | ----------------- | ----- | -------------- | ---------------- | --------------- | --------------------------- |
| Altmann                  | Mania             | F     | Polonia        | Radom            | 07/04/1938      | 7 anni, 0 mesi, 13 giorni   |
| Birnbaum                 | Lelka             | F     | Polonia        | ?                | ??/??/1933      | 11/12 anni circa            |
| De Simone                | Sergio            | M     | Italia         | Napoli           | 29/11/1937      | 7 anni, 4 mesi, 21 giorni   |
| Goldinger                | Surcis            | F     | Polonia        | Ostrowiec        | ??/??/1933-1934 | 10/12 anni circa            |
| Herszberg                | Riwka             | F     | Polonia        | Zduńska Wola     | 07/06/1939      | 5 anni, 10 mesi, 13 giorni  |
| Hornemann                | Alexander (Lexje) | M     | Paesi Bassi    | Eindhoven        | 31/05/1936      | 8 anni, 10 mesi, 19 giorni  |
| Hornemann                | Eduard (Edo)      | M     | Paesi Bassi    | Eindhoven        | 01/01/1933      | 12 anni, 3 mesi, 19 giorni  |
| James                    | Marek             | M     | Polonia        | Radom            | 17/03/1939      | 6 anni, 1 mese, 3 giorni    |
| Jungleib                 | Walter (-Jacob ?) | M     | Cecoslovacchia | Hlohovec         | 12/08/1932      | 12 anni, 8 mesi, 8 giorni   |
| Klygerman                | Lea (o Lola?)     | F     | Polonia        | Ostrowiec        | 28/04/1937      | 7 anni, 11 mesi, 22 giorni  |
| Kohn                     | Georges-André     | M     | Francia        | Parigi           | 23/04/1932      | 12 anni, 11 mesi, 27 giorni |
| Mekler                   | Bluma (Blumel)    | F     | Polonia        | Sandomierz       | ??/??/1934      | 11/12 anni circa            |
| Morgenstern              | Jacqueline        | F     | Francia        | Parigi           | 26/05/1932      | 12 anni, 10 mesi, 24 giorni |
| Reichenbaum              | Eduard (Edulek)   | M     | Polonia        | Katowice         | 15/11/1934      | 10 anni, 5 mesi, 5 giorni   |
| Steinbaum (o Szteinbaum) | Marek             | M     | Polonia        | Radom            | 26/05/1937      | 7 anni, 10 mesi, 24 giorni  |
| Wassermann               | H.                | F     | Polonia        | ?                | ??/??/1937      | 7/8 anni circa              |
| Witońska                 | Eleonora (Lenka)  | F     | Polonia        | Radom            | 16/09/1939      | 5 anni, 7 mesi, 4 giorni    |
| Witoński                 | Roman (Romek)     | M     | Polonia        | Radom            | 08/06/1938      | 6 anni, 10 mesi, 12 giorni  |
| Zeller                   | Roman             | M     | Polonia        | ?                | ??/??/1933      | 11/12 anni circa            |
| Zylberberg               | Ruchla            | F     | Polonia        | Zawichost        | 06/05/1936      | 8 anni, 11 mesi, 14 giorni  |

### Una vita tranquilla
Il 18 marzo 1946 un tribunale inglese aprì il processo contro i responsabili dei fatti di Bullenhuser Damm che si concluse con la condanna all'impiccagione del comandante del campo Max Pauly, del dottor Alfred Trzebinski, di Wilhelm Dreimann, di Johann Frahm ed Ewald Jauch.
Durante il processo venne alla luce la responsabilità e il comportamento criminale di Kurt Heissmeyer che nel frattempo era tornato nella città natale di Magdeburgo dove esercitava tranquillamente la sua professione di medico conducendo una vita agiata assieme alla moglie e ai suoi figli.
Quattordici anni dopo, il 21 maggio 1959, il settimanale Stern pubblicò una serie di articoli dedicati al massacro dei bambini dove, secondo il giornalista Jurgen von Kornatzky, aveva avuto una parte importante Heissmeyer che era rimasto impunito.
Passarono ancora quattro anni prima che il 13 dicembre 1963 Heissmeyer fosse arrestato e giudicato da un tribunale che lo condannò all'ergastolo il 30 giugno del 1966, più di vent'anni dopo i fatti accaduti.
Nel carcere di Bautzen, il 29 agosto 1967, Heissmeyer morì per infarto cardiaco a 61 anni.